# Tankred Schipanski

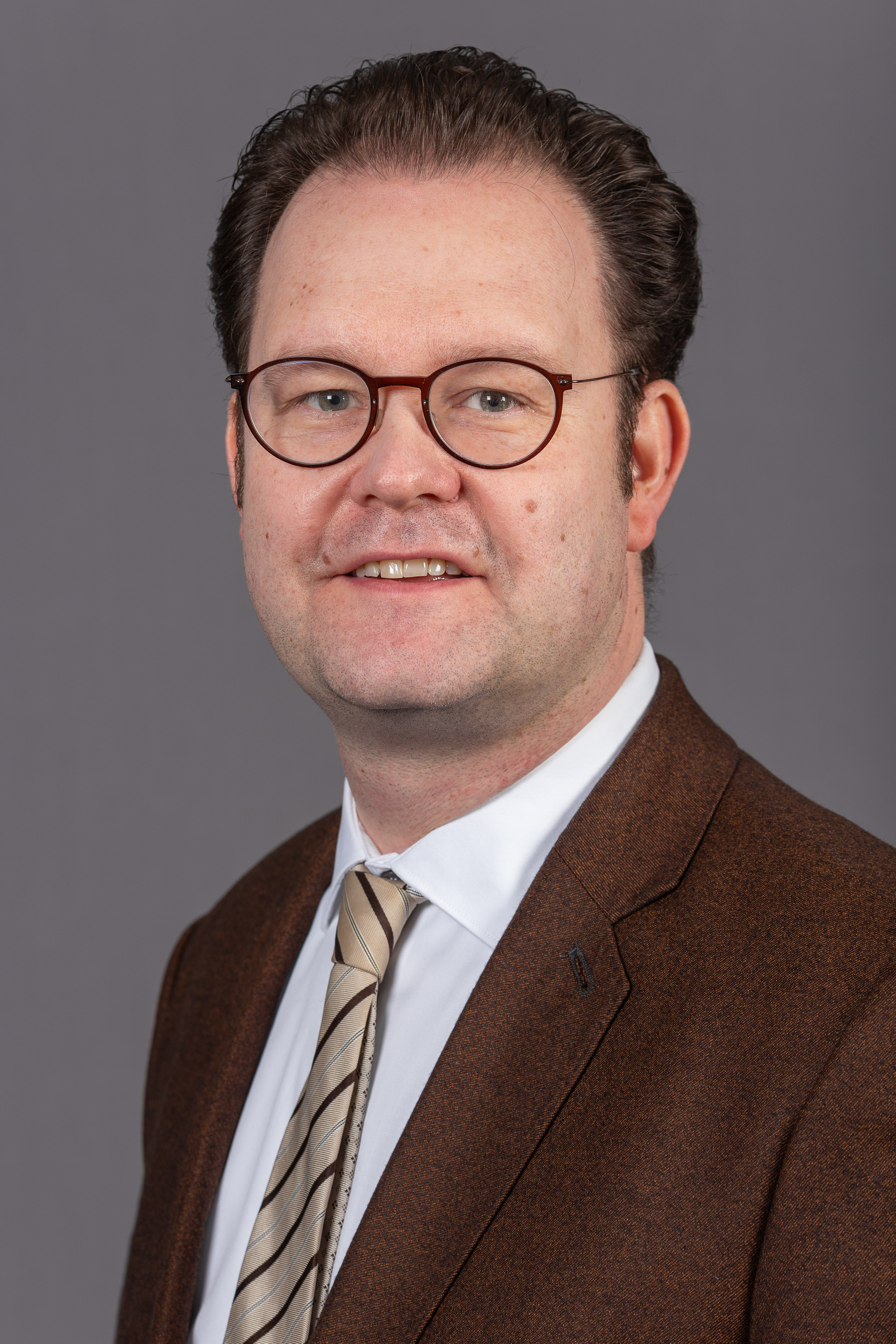
Tankred Schipanski (2020)

Tankred Schipanski (* 30. Dezember 1976 in Leipzig) ist ein deutscher Politiker (CDU). Von 2009 bis 2021 war er Mitglied des Deutschen Bundestages als direkt gewählter Abgeordneter des Bundestagswahlkreises 192 (Gotha – Ilm-Kreis).

## Leben
Schipanski wurde 1976 als eines von drei Kindern der Dagmar Schipanski in Leipzig geboren.
Nach dem Abitur 1995 an der Goetheschule Ilmenau leistete er seinen Grundwehrdienst beim Panzergrenadierbataillon 391 in Bad Salzungen. Danach absolvierte er ein Studium der Rechtswissenschaften an der Universität Bayreuth und der Universität Wien, das er 2002 mit dem Ersten Juristischen Staatsexamen beendete. Ein Zusatzstudium als Wirtschaftsjurist der Universität Bayreuth hatte er bereits ein Jahr zuvor abgeschlossen. Seinen Referendariatsdienst leistete er von 2003 bis 2005 in Mainz ab und beendete mit dem Zweiten Juristischen Staatsexamen. 2004 absolvierte er ein Ergänzungsstudium an der Deutschen Hochschule für Verwaltungswissenschaft Speyer.
Von 2005 bis 2009 war Schipanski wissenschaftlicher Mitarbeiter am Institut für Rechtswissenschaft an der TU Ilmenau im Fachgebiet Öffentliches Recht. Er arbeitete insbesondere im Bereich des Medienrechts am Lehrstuhl von Frank Fechner und ist seit dem Jahr 2006 als Rechtsanwalt zugelassen. Seit dem 1. Dezember 2022 ist er Direktor im Bereich Government & Public Service bei Deloitte Deutschland.
Tankred Schipanski ist evangelisch, verheiratet und hat einen Sohn.

## Politischer Werdegang
Als Schüler trat Schipanski 1994 in die Junge Union ein und wurde 1997 auch Mitglied der CDU. Er war mehrfach Vorsitzender der Jungen Union im Ilm-Kreis, zuletzt von 2006 bis Mai 2010. Weiterhin war er von 2005 bis 2012 stellvertretender Kreisvorsitzender der CDU Ilm-Kreis und ist seit Oktober 2012 deren Kreisvorsitzender.

## Abgeordneter
2009 errang Schipanski bei der Bundestagswahl 29,1 % der Erststimmen und gewann das Direktmandat im Wahlkreis Gotha – Ilm-Kreis und löste damit Petra Heß (SPD) ab. Er war in der 17. Legislaturperiode des Deutschen Bundestages ordentliches Mitglied im Ausschuss für Bildung, Forschung und Technikfolgenabschätzung und im Unterausschuss Neue Medien sowie stellvertretendes Mitglied im Ausschuss für die Angelegenheiten der Europäischen Union, im Rechtsausschuss sowie in der Enquete-Kommission Internet und digitale Gesellschaft. Von Januar 2012 bis August 2013 war Schipanski ordentliches Mitglied im ersten Bundestags-Untersuchungsausschuss zur Terrorgruppe NSU des Bundestages, der die Verbrechen der rechtsextremen Terrorzelle Nationalsozialistischer Untergrund (NSU) sowie Mängel der Sicherheitsbehörden bei ihrer Aufklärungsarbeit untersuchte.
2013 verteidigte Schipanski bei der Bundestagswahl mit 37,3 % der Erststimmen das Direktmandat. In der 18. Legislaturperiode des Deutschen Bundestages war er weiterhin ordentliches Mitglied im Ausschuss für Bildung, Forschung und Technikfolgenabschätzung und im neu eingerichteten Ausschuss Digitale Agenda, dort war er Obmann der CDU/CSU-Bundestagsfraktion. Ferner war Schipanski ordentliches Mitglied im NSA-Untersuchungsausschuss, zudem war er stellvertretendes Mitglied im Rechtsausschuss.
Bei der Wahl zum 19. Bundestag am 24. September 2017 konnte Schipanski das Direktmandat mit 29 % der Stimmen zum dritten Mal erringen. In dieser Legislaturperiode ist er ordentliches Mitglied im Ausschuss für Bildung, Forschung und Technikfolgenabschätzung und im Ausschuss Digitale Agenda.
Außerdem wurde er im April 2018 mit 96 % der Stimmen zum Vorsitzenden der Arbeitsgruppe Digitale Agenda der CDU/CSU-Bundestagsfraktion gewählt und war seither deren digitalpolitischer Sprecher.
Zudem gehörte er als stellvertretendes Mitglied dem Haushaltsausschuss, dem Ausschuss für Menschenrechte und humanitäre Hilfe, dem Ausschuss für Recht und Verbraucherschutz, sowie der Enquete-Kommission „Künstliche Intelligenz“ an.
Bei der Bundestagswahl 2021 verlor Schipanski sein Direktmandat an Marcus Bühl (AfD). Auch über die Landesliste gelang ihm der Wiedereinzug in den 20. Deutschen Bundestag nicht. Bei der Bundestagswahl 2025 war er erneut der Direktkandidat im Bundestagswahlkreis Gotha – Ilm-Kreis, konnte den Wahlkreis aber nicht zurückgewinnen.

## Positionen und Kontroversen

### Digitalpolitik und Vorwurf der Beschränkung der Meinungsfreiheit
Tankred Schipanski befasst sich seit seiner Wahl in den Bundestag mit Digitalpolitik. Er ist Unterstützer der Abschaffung der WLAN-Störerhaftung sowie des Netzwerkdurchsetzungsgesetzes und trat im Zuge der EU-Urheberrechtsreform 2019 als Kritiker der so genannten Uploadfilter auf. Gemeinsam mit anderen cnetz-Mitgliedern verfasste Schipanski den Leitantrag „Digitalcharta Innovationsplattform: D“, der 2019 vom CDU-Bundesparteitag angenommen wurde. Vom Handelsblatt wurde dies als Aufweichung des Datenschutzes bewertet.
Im Mai 2019 stellte sich Schipanski hinter umstrittene Aussagen der CDU-Vorsitzenden Annegret Kramp-Karrenbauer, die eine Diskussion über politische „Meinungsmache“ im Netz angestoßen sowie Regeln für Influencer vor Wahlen gefordert hatte. In sozialen Netzwerken war Kramp-Karrenbauer daraufhin vorgeworfen worden, eine Regulierung von Meinungsäußerungen im Internet vor Wahlen angeregt zu haben. Schipanski behauptete, dies sei eine bewusste Fehldeutung.

### Bildungs- und Forschungspolitik
Darüber hinaus ist eines der politischen Themen Schipanskis der Bildungsföderalismus. Er entwarf das 2012 verabschiedete „Wissenschaftsfreiheitsgesetz“ mit und engagierte sich 2014 für die Aufhebung des so genannten Kooperationsverbots zwischen Bund und Ländern in der Hochschulfinanzierung sowie 2017 für die Einführung der Wissenschaftsschranke im Urheberrecht. 2019 unterstützte er die unter dem Begriff „Digitalpakt Schule“ beschlossene Grundgesetzänderung zur Förderung der digitalen Infrastruktur an Schulen durch den Bund.

### Adoptionsrecht Homosexueller
Das Urteil des Bundesverfassungsgerichts zum Adoptionsrecht für Homosexuelle kommentierte Schipanski mit den Worten: „Keine Sternstunde des BVerfG am heutigen Tag. Idee des Adoptionsrechts für Homosexuelle verkennt die Grundidee von Ehe und Familie“, über den Kurznachrichtendienst Twitter und auf seiner Facebook-Seite. Kritiker warfen ihm in ihren Kommentaren unter anderen Homophobie vor. Der Thüringer Allgemeinen sagte er, dass er von den Reaktionen überrascht gewesen sei.